# Trait de l'Altmark
Le trait de l'Altmark (allemand : Altmärkisches Kaltblut) est une race de chevaux de trait originaire de l'Altmark, en Allemagne de l'Est. Il est issu du trait de Rhénanie. Après avoir connu une grande popularité jusqu'au milieu du XXe siècle, la race est actuellement menacée d'extinction. 

## Histoire
La race est développée en Allemagne de l'Est à partir du Brabançon et de l'Ardennais. Elle naît vers 1875 par croisements, incluant également des Shires et des Clydesdales. L'objectif d'élevage accompagne l'industrialisation croissante de l'agriculture, en particulier pour la culture de la betterave à sucre, un cheval fort étant nécessaire pour la traction lourde.
En 1904, la coopérative d'élevage de chevaux d'Altmärkische est fondée. La race est à l'origine très proche de l'actuel trait de Rhénanie, mais la séparation entre l'Allemagne de l'Ouest et l'Allemagne de l'Est entraîne une isolation de la population équine de l'Altmark. Après la Seconde Guerre mondiale, l'agriculture en RDA est fortement motorisée, notamment au début des années 1970. La race décline en conséquence.
Elle ne porte à l'origine pas de nom spécifique, ses éleveurs et utilisateurs se référant au Kaltblut (cheval à sang froid) pour la désigner. D'après le Dr Ingo Nörenberg, le nom Altmärkisches Kaltblut est créé après 1990. Jusqu'en 1990, il n'est pas distingué du trait de Saxe-Thuringe ni du Mecklembourgeois, l'organisation de l'élevage du cheval de trait en ex-Allemagne de l'Est aboutissant à une séparation entre trois races.
Le trait de l'Altmark est avant la chute du mur de Berlin la race de chevaux de trait la plus répandue en RDA, mais sa population chute drastiquement après 1989. En 1990, 200 juments sont recensées.  En 1997, il y avait 272 poulinières enregistrées pour 20 étalons autorisés. En 2000, un plan de sauvegarde est enclenché par l'association Terra Mater, avec une première naissance de poulain en 2002.

## Description
C'est un cheval de trait de grand format, montrant clairement l'ascendance du trait belge, pouvant atteindre une taille de 1,70 m. La moyenne se situe entre 1,58 m et 1,65 m.
La tête, de profil rectiligne, a de grands yeux. L'encolure est forte. Le corps est profond et musclé, l'épaule oblique, la croupe longue. Les pieds sont durs. La robe peut être baie, alezane, noire ou bai-brun. 
Il dispose d'une bonne foulée au trot et d'un tempérament calme.

## Utilisations
Il sert historiquement au travail agricole.

## Diffusion de l'élevage
Avec les deux tiers de ses effectifs dans l'Altmark, la race est compte environ 130 juments recensées au début du XXIe siècle. Elle est considérée comme une race rare. Certains étalons de la race sont dans le haras Neustadt an der Dosse.